# Геотропізм
Геотропі́зм або гравітропі́зм — тропізм, властивість рослин та грибів регулювати ріст або розвиток у відповідь на гравітацію. Чарльз Дарвін першим з європейців задокументував, що коріння проявляє «позитивний геотропізм», тобто росте у напрямку сили тяжіння, а стебла проявляють «негативний геотропізм», тобто ростуть у протилежному напрямку (вгору). Ця поведінка може бути легко продемонстрована із кімнатними рослинами.Якщо горщик з рослиною повернути набік, частини стебла, що ростуть, починають згинатися і рости вгору, а коріння — вниз. Трав'яні (не дерев'янисті) стебла здібні до невеликого ступеню вигину, тоді як дерев'яні стебла та коріння проявляють значно більший ступень геотропізму.
При позитивному геотропізмі ріст головного кореня направлений суворо вниз у напрямку до центру Землі, що пов'язано не тільки з діяльністю гормонів, але і з особливими крохмальними зернами в кореневому чохлику, що виконує роль статоліту. Негативний геотропізм зазвичай характерний для головного стебла.